# Pneumocystoza

Pneumocystis jiroveci – barwienie toluidyną, preparat uzyskany z popłuczyn oskrzelowo-pęcherzykowych

Pneumocystoza (łac. pneumocystosis, PCP) – zapalenie płuc wywołane przez grzyba Pneumocystis jiroveci (dawna nazwa Pneumocystis carini, który był klasyfikowany jako pierwotniak), u osób z zaburzeniami odporności komórkowej. Do zakażeń dochodzi drogą wziewną, u chorych na AIDS, białaczki, chłoniaki lub leczonych immunosupresyjnie.

## Etiologia
Choroba wywoływana jest przez oportunistyczny pasożytniczy grzyb Pneumocystis jiroveci. Do zarażenia dochodzi przez inhalację cyst pasożyta.

## Objawy i przebieg

Typowy obraz radiologiczny pneumocystozy

Do rozwoju objawów zakażenia dochodzi w przeciągu kilku tygodni od momentu zakażenia. U osób chorych na AIDS okres inkubacji choroby może trwać nawet kilka miesięcy. Zarażenie często wygasa, nie pozostawiając trwałej odporności.
Główne objawy to:
- gorączka
- kaszel, zwykle suchy
- duszność.

W rzadkich przypadkach dochodzi do rozsianej pneumocystozy pozapłucnej.

## Rozpoznanie

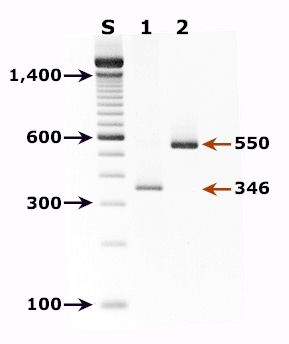
Produkty DNA otrzymanego z BAL pacjenta z infekcją płuc powielone w PCR i poddane rozdziałowi elektroforetycznemu na żelu agarozowym. S – standardowy pasek prążków (100 pz); 1 – produkt otrzymany w amplifikacji ze starterami pAZ102-E/pAZ102-H o długości 346 pz; 2 – produkt 550 pz otrzymany w zagnieżdżonym PCR ze starterami 1724F/ITS2R (pierwszy etap) i ITS1F/ITS2R1 (drugi etap). Produkty te są charakterystyczne dla P. jiroveci.

Nie ma objawów klinicznych patognomonicznych dla pneumocystozy. Na rozpoznanie takie mogą wskazywać zmiany w rtg i TK klatki piersiowej dające obraz „mlecznej szyby”, narastające objawy niedotlenienia (gazometria wykazująca hipoksemię), limfopenia, hipoalbuminemia, odchylenia w stanie immunologicznym. Badanie plwociny i popłuczyn oskrzelowo-pęcherzykowych uzyskanych podczas bronchoskopii lub odkrztuszonych po inhalacji stężonego roztworu NaCl na obecność pasożytów daje niepewne wyniki. Rzadko wykonuje się przezskórną lub przezoskrzelową biopsję tkanki płucnej.

## Różnicowanie
Diagnostyka różnicowa pneumocystozy niemowląt i wcześniaków obejmuje wrodzone wady serca i zapalenia płuc o innej etiologii. U osób dorosłych różnicowanie powinno uwzględniać zapalenia płuc o etiologii grzybiczej, bakteryjnej (w tym gruźliczej) i wirusowej. Należy mieć na uwadze możliwość koincydencji dwóch czynników etiologicznych u jednego pacjenta (zwłaszcza cytomegalia często współistnieje z pneumocystozą).

## Leczenie
Lekiem z wyboru jest kotrimoksazol podawany dożylnie przez okres 3 tygodni. U osób z objawami niewydolności oddechowej konieczne jest podanie kortykosteroidów. Kotrimoksazol często jest źle tolerowany przez chorych z AIDS; lekami drugiego rzutu są związki pentamidyny (zaleca się unikanie podawania drogą wziewną ze względu na powikłania), pirymetamina z sulfadoksyną, klindamycyna z prymachiną.
Po zakończeniu leczenia u chorych z AIDS zaleca się leczenie podtrzymujące:
- kotrimoksazol 960 mg 3 razy w tygodniu lub 960 mg raz dziennie
- pentamidynę 300 mg wziewnie raz w miesiącu
- dapson 100 mg raz dziennie p.o.
- atowakwon 1500 mg raz dziennie p.o.

## Zapobieganie
U pacjenta z HIV/AIDS i CD4 <100/μL ryzyko nawrotu pneumocystozy wynosi 60-70% na rok, a ryzyko wystąpienia pierwszego zarażenia szacuje się na 40-50%. Stąd konieczność profilaktyki pierwotnej i wtórnej u pacjentów z grup ryzyka. Zalecane jest profilaktyczne podawanie kotrimoksazolu w dawce 960 mg 1 x dziennie lub 3 x w tygodniu. Obowiązuje izolacja chorych od innych osób z obniżoną odpornością.

## Rokowanie
Śmiertelność wynosi około 30% u osób chorych na AIDS, do 10% wśród innych chorych. Przed wprowadzeniem HAART pneumocystoza była najczęstszym zakażeniem oportunistycznym u chorych z HIV/AIDS.